# Kemna
Kemna ist ein Ortsteil im Wuppertaler Stadtbezirk Langerfeld-Beyenburg im Wohnquartier Ehrenberg.

## Lage und Beschreibung
Kemna liegt im Tal der Wupper im östlichen Stadtgebiet zwischen den Ortsteilen Laaken und Beyenburg an der Beyenburger Straße (Landesstraße 527). Der Herbringhauser Bach, der Steinhauserbergbach und der Nebenkämper Siefen münden bei dem Ortsteil in die Wupper. Durch den Ortsteil verlaufen die Landesstraße und die stillgelegte Strecke der Bahnstrecke Lennep-Krebsöge-Rauenthal („Wuppertalbahn“), an der die benachbarte Papierfabrik Erfurt und Sohn KG einen Gleisanschluss besaß. In Kemna selbst gab es ein Abstellgleis, das derzeit zwar noch vorhanden, aber überwachsen ist. Im 19. Jahrhundert bis in die Mitte des 20. Jahrhunderts zweigten im Ort von einem Wupperwehr zwei Wassergräben ab, die nach wenigen hundert Metern vereint ein Wassertriebwerk antrieben und anschließend wieder der Wupper zuflossen.
Überregional bekannt wurde Kemna durch die Einrichtung des frühen Konzentrationslagers Kemna, das von Juli 1933 bis Januar 1934 bestand.
Die dortige Gaststätte „Haus Kemna“ geht in ihrer Tradition bis ins 17. Jahrhundert zurück. Hier befand sich bis Ende des 19. Jahrhunderts an der historischen rheinisch-westfälischen Grenze eine Zollstation mit einem Schlagbaum, an der eine Straßenmaut erhoben wurde. Die Grenze verlief dabei mitten durch das Gasthaus. Ein Kuriosum war der Umstand, dass der Schankraum der Gaststätte auf rheinischen, die Kegelbahn aber auf westfälischen Gebiet lag und der westfälische Zöllner aufgrund der Zollgesetze zu kontrollieren hatte, welche Alkoholmengen die Gäste innerhalb des Gebäudes über die Grenze vom Schankraum zur Kegelbahn mitnahmen und auf diese gegebenenfalls Zoll erheben musste. Diese Dienstpflicht soll aber in der Regel nicht streng ausgeübt worden sein.

## Die drei Kemnas an der Wupper
Der Name Kemna ist für drei unterschiedliche historische Höfe an der Wupper im heutigen Stadtgebiet überliefert:
- Das umfangreiche Gelände des Kemna genannten Sattelhofs befand sich westlich des Schwarzbaches im heutigen Stadtbezirk Oberbarmen, siehe Kemna (Barmen).
- Ein weiterer Hof dieses Namens gehörte zu der Wülfinger Rotte, einem Hofverband um den Hof Wülfing, und lag östlich des Schwarzbaches im heutigen Stadtbezirk Oberbarmen. Der Hof befand sich 1642 im Besitz eines Conrad Klinkholtz.
- Der heutige Ortsteil Kemna, der 1715 auf der Topographia Ducatus Montani als Kümenau bezeichnet wird, ist seit 1753 als Kemna bekannt. Dieser Ortsteil geht auf den dritten Hof mit dem Namen Kemna zurück. Am 22. November 1960 wurde in der Siedlung eine gleichnamige Straße benannt.[1]